# Bataille de Cassano (1705)
Pour les articles homonymes, voir Bataille de Cassano.
Guerre de Succession d'Espagne
Batailles
Campagnes de Flandre et du Rhin
- Landau (1702)
- Friedlingen (1702)
- Kehl (1703)
- Ekeren (1703)
- Höchstädt (1703)
- Spire (1703)
- Schellenberg (Donauworth) (1704)
- Blenheim (1704)
- Landau (1704)
- Vieux-Brisach (1704)
- Eliksem (1705)
- Ramillies (1706)
- Stollhofen (1707)
- Cap Béveziers (1707)
- Cap Lizard (1707)
- Audenarde (1708)
- Wynendaele (1708)
- Lille (1708)
- Gand (1708)
- Malplaquet (1709)
- Douai (1710)
- Bouchain (1711)
- Denain (1712)
- Bouchain (1712)
- Douai (1712)
- Landau (1713)
- Fribourg (1713)

Campagnes d'Italie
- Carpi (1701)
- Chiari (1701)
- Crémone (1702)
- Luzzara (1702)
- Verceil (1704)
- Cassano (1705)
- Nice (1705-1706)
- Calcinato (1706)
- Turin (1706)
- Castiglione (1706)
- Toulon (1707)
- Gaeta (1707)
- Cesana (1708)
- Syracuse (1710)

Campagnes d'Espagne et de Portugal
- Cadix (1702)
- Vigo (navale 1702)
- Cap de la Roque (1703)
- Gibraltar (août 1704)
- Ceuta (1704) (es)
- Málaga (1704)
- Gibraltar (1704-1705)
- Marbella (1705)
- Montjuïc (1705)
- Barcelone (1705)
- Badajoz (1705)
- Barcelone (1706)
- Murcie (1706) (es)
- El Albujón (1706) (es)
- Santa Cruz de Ténérife (1706) (en)
- Almansa (1707)
- Xàtiva (1707)
- Ciudad Rodrigo (1707) (en)
- Lérida (1707)
- Tortosa (1708)
- Minorque (1708)
- Gudiña (1709)
- Almenar (1710)
- Saragosse (1710)
- Brihuega (1710)
- Villaviciosa (1710)
- Barcelone (1713-1714)

Campagnes de Hongrie
- Saint-Gotthard (1703) (en)
- Biskupice (1704) (en)
- Smolenice (1704) (en)
- Koroncó (1704) (en)
- Zsibó (1705) (en)
- Saint-Gotthard (1705) (en)
- Trenčín (1708) (en)

Antilles et Amérique du sud
- Santa Marta (1702)
- Guadeloupe (1703)
- Nassau (1703)
- Colonia del Sacramento (1704)
- Carthagène (1708)
- Rio (1710)
- Carthagène (1711)
- Rio (1711)
- Cassard (1712)

La bataille de Cassano eut lieu le 16 août 1705 pendant la guerre de Succession d'Espagne à Cassano en Lombardie (nord de l'Italie). Les deux camps subirent de fortes pertes, mais les Français en sortirent victorieux.

## Prélude
En 1705, l'armée de Vendôme, qui a reçu des renforts, tente de soumettre Victor-Amédée de Savoie, récent allié des Autrichiens. L'action semble couronnée de succès jusqu'à ce que le duc de Savoie implore l'empereur de lui envoyer de l'aide. Eugène de Savoie, qui commande ces renforts, se trouve opposé à Philippe de Vendôme, le grand prieur. Cet homme, un dilettante, se laisse surprendre sur les rives de l'Adda par l'attaque féroce d'Eugène de Savoie, mais celui-ci, plus à cause de la profondeur du fleuve qu'à cause de la résistance des Français, ne parvient pas à traverser et décide de reporter son attaque sur Cassano. 

## La Bataille
Grâce à une marche forcée, le duc de Vendôme se trouve face à lui, ce qui ne détourne pas Eugène de Savoie de son idée. Il attaque si violemment l'armée française, que ses troupes parviennent à traverser et poussent leurs ennemis à l'eau. Ceux-ci reviennent à la charge et obligent les Impériaux à retraverser. Pendant une heure, malgré les efforts du duc de Vendôme qui se met deux fois à la tête de ses troupes pour les ramener au combat, les Français sont de nouveau repoussés avec pertes au-delà de l'Adda, par la droite de l'armée impériale. 
L'attaque n'est pas moins rude sur le flanc droit des Français, dont plusieurs bataillons sont renversés. Mais les Autrichiens ne parviennent pas à y soutenir leur assaut car leurs armes à feu sont mouillées après avoir traversé la rivière. Ils sont repoussés, et beaucoup périssent noyés. 
Les Autrichiens ne parvenant pas à traverser le fleuve, le combat tourne donc finalement à l'avantage des Français. Eugène de Savoie, qui se trouve durant l'action au plus fort du feu, ordonne le repli. La bataille, commencée à une heure de l'après-midi, finit à cinq heures du soir.

## Conséquences
Les Impériaux, qui ne sont pas poursuivis, se retirent sur Treviglio. La nuit du combat, Eugène de Savoie fait conduire les blessés à Palazzuolo, où selon un état du commissaire impérial, on en compte 4 347. Ils laissent sur le champ de bataille 6 584 hommes et 1 942 prisonniers. Parmi les blessés se trouvent le prince Joseph de Lorraine et le prince de Wurtemberg, qui meurent de leurs blessures. Eugène de Savoie est également blessé.
La résistance française à Cassano ruine toutes les dispositions qu'avait prises le Prince Eugène pour pénétrer en Piémont et pour secourir le duc de Savoie, qui se trouve ainsi fort pressé. Elle contraint les Impériaux à prendre leurs quartiers d'hiver sur place. Cela donne au duc de Berwick l'occasion de terminer cette campagne par la prise du château de Nice, qui ôte au duc de Savoie toute espérance de secours.

## Sources
- Galeries historiques du palais de Versailles, Musée national de Versailles, 1842
- L'Univers histoire et description de tous les peuples - 1834 Lire en ligne
- Jean François de Lacroix, Dictionnaire historique des siéges et batailles mémorables de l'histoire... - Page 391 - 1771 Lire en ligne